# Euros osticollis
Euros osticollis là một loài bướm đêm thuộc họ Noctuidae. Nó được tìm thấy dọc theo streams và seeps ở tây nam Oregon.
Chiều dài cánh trước là 8–9 mm.
Ấu trùng có thể ăn các loài Darlingtonia.